# Gekamde houtwormkever
De gekamde houtwormkever (Ptilinus pectinicornis) is een keversoort uit de familie klopkevers (Anobiidae). De wetenschappelijke naam van de soort werd in 1758 als Dermestes pectinicornis gepubliceerd door Carl Linnaeus.

## Kenmerken
De kever heeft een lang, rechtlijnig bruin lichaam met korte poten en een grote kop, met twee vertakte antennen.

## Verspreiding en leefgebied
Deze soort komt vooral voor in grote delen van West- en Midden-Europa op beuken, maar hij tast ook meubelen aan.